# Lilburn, Georgia
Lilburn är en stad (city) i Gwinnett County, i delstaten Georgia, USA. Enligt United States Census Bureau har staden en folkmängd på 11 951 invånare (2011) och en landarea på 16,4 km².